# Luna (Isabela)
Luna  (Bayan ng Luna), anteriormente conocido como Antatet, es un municipio filipino de cuarta categoría perteneciente a la provincia de La Isabela en la Región Administrativa de Valle del Cagayán, también denominada Región II.

## Geografía
Tiene una extensión superficial de 45.70 km² y según el censo del 2007, contaba con una población de 15.884 habitantes y 2.965 hogares; 18.091 habitantes el día primero de mayo de 2010

### Barangayes
Luna se divide administrativamente en 19 barangayes o barrios, 17 de carácter rural y dos de carácter urbano. Se trata de la capital y Puroc.
| - Bustamante - Centro 1 (Población) - Centro 2 (Población) - Centro 3 (Población) - Concepción - Dadap - Harana - Lalog 1 - Lalog 2 - Luyao | - Macañao - Macugay - Mambabanga - Pulay - Puroc - San Isidro - San Miguel - Santo Domingo - Union Kalinga |

## Historia
Hasta el 8 de junio de 1951 este municipio se denominaba Antatet.[cita requerida]